# Monacanthus
Monacanthus – rodzaj morskich ryb rozdymkokształtnych z rodziny jednorożkowatych. 

## Klasyfikacja
Gatunki zaliczane do tego rodzaju:

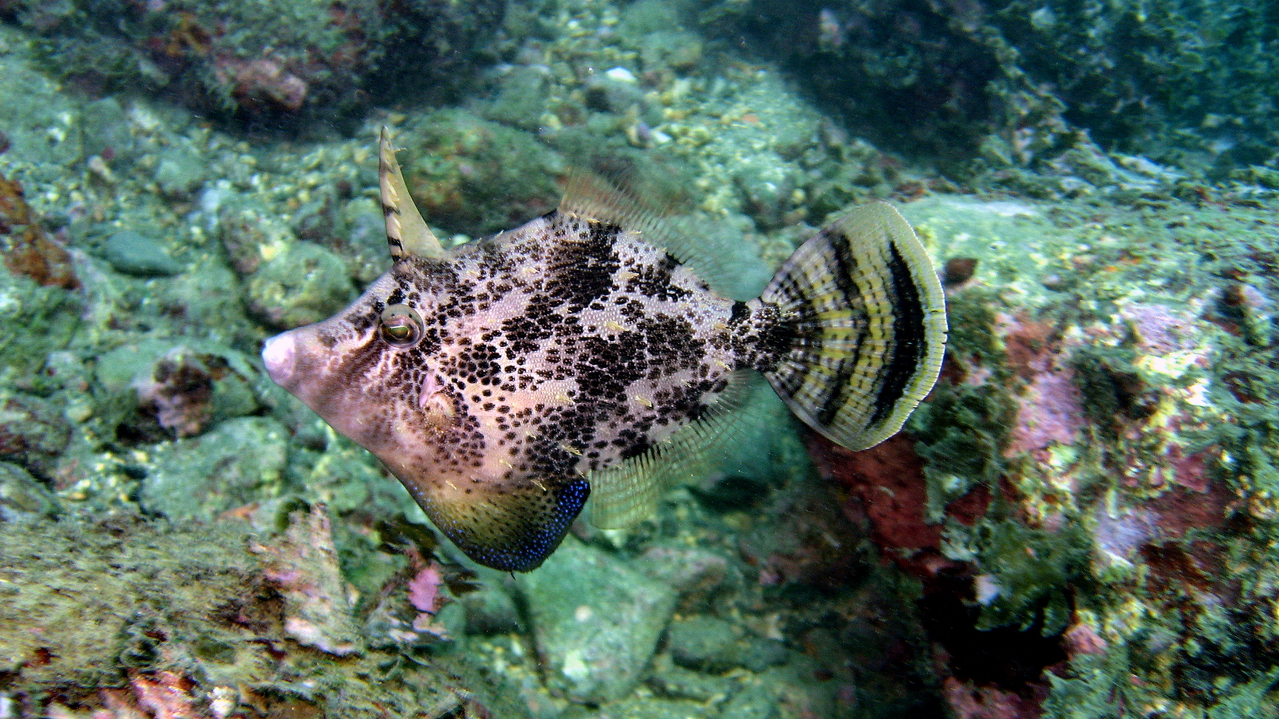
Monacanthus chinensis
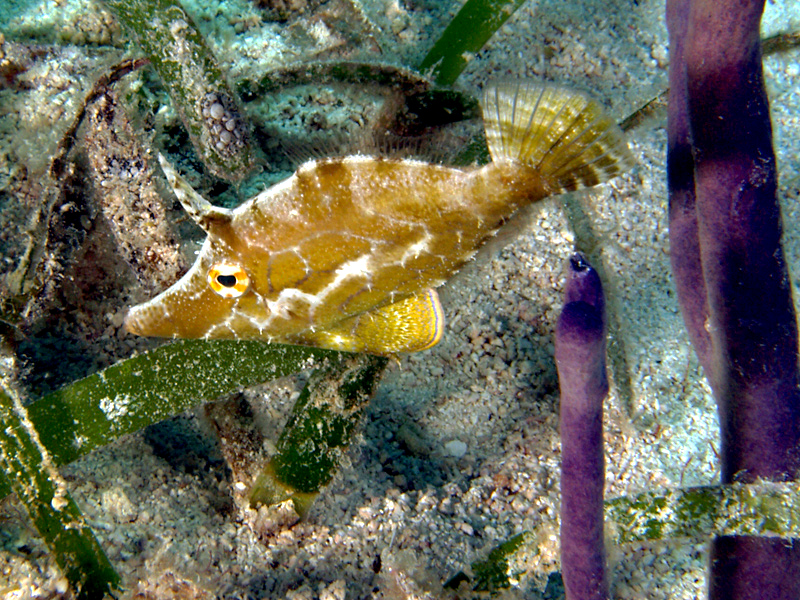
Monacanthus ciliatus
- Monacanthus tuckeri

- Monacanthus chinensis
- Monacanthus tuckeri